# Christian Olufsen
Christian Friis Rottbøll Olufsen, född 15 april 1802 i Köpenhamn, död där 29 maj 1855, var en dansk astronom.
Olufsen antogs 1812 till Borgerdydskolen i Köpenhamn, där han redan 1818 förklarades som mogen till att dimitteras till universitetet. Detta skedde dock, efter faderns uttryckliga begäran, först året därpå. Vid Köpenhamns universitet studerade han matematik och astronomi och vann 1824 universitetets guldmedalj för besvarandet av den matematiska prisuppgiften "Beräkning av förmörkelser", blev samma år assistent vid observatoriet i Rundetårn och fick offentligt understöd till att vidareutbilda sig hos Friedrich Wilhelm Bessel i Königsberg. Här tillbringade han två år och vann i hög grad Bessels förtroende. I Königsberg kom han även i kontakt med Carl August von Steinheil och Friedrich Georg Wilhelm von Struve. 
År 1826 återvände han från Königsberg och deltog året därpå tillsammans med Heinrich Christian Schumacher i uppmätningarna i Holstein. Senare förestod han en kort tid observatoriet i Hamburg. År 1829 utnämndes han till observator vid observatoriet i Köpenhamn och 1831 till lektor vid universitetet. I mellantiden hade han åter varit i Königsberg för att konferera med Bessel om nedannämnda soltabeller. År 1832 blev han e.o. professor i astronomi vid universitetet och föreståndare för observatoriet. Ordinarie professor var Schumacher, som på grund av den danska gradmätningen alltid vistades på observatoriet i Altona, och först efter dennes död 1850 blev Olufsen ordinarie professor. År 1832 blev han medlem av lantmätarexaminationskommissionen och 1834 ledamot av Videnskabernes Selskab. Samma år reste han till Paris med anledning av kilogramprototypens uppmätning och avvägning. De erbjudanden, han fick om att överta professuren i astronomi i Helsingfors och i Dorpat, avvisade han. År 1840 disputerade han för filosofie doktorsgraden på avhandlingen De parallaxi lunæ. År 1851 valdes han till medlem av konsistoriet. Samma år iakttog han den totala solförmörkelsen i Kalmar. 
Olufsens främsta verk är soltabellerna. År 1826 förmådde Schumacher Videnskabernes Selskab till att bekosta utarbetandet och utgivningen av nya soltabeller. Arbetet överläts åt Peter Andreas Hansen och Olufsen. Denne skulle behandla iakttagelserna och av dem beräkna solens bana, medan Hansen påtog sig beräkningen av perturbationerna. Resultatet framkom först 1853 under titeln Tables du soleil. Olufsen medverkade även i Berlinakademiens utgivning av akademiska stjärnkartor (1849). En hel del iakttagelser, beräkningar och avhandlingar av honom finns i "Astronomische Nachrichten", i Bessels "Tabulæ Regiomontanæ", i "Maanedsskrift for Litteratur", vars medredaktör han var 1836-38, i bland annat Videnskabernes Selskabs "Oversigter" och i universitetets festskrifter. Han författade även Begyndelsesgrundene af astronomien med anvendelse på den mathematiske geografi (1848) och beräknade almanackorna för åren 1833-56.

## Utmärkelser
- Riddare av Dannebrogorden,  1843[2]

[Redigera Wikidata]